# Professional Darts Corporation
A Professional Darts Corporation (rövidítve PDC) egy professzionális dartsszervezet az Egyesült Királyságban. 1992-ben alakult, amikor pár játékos kilépett a  British Darts Organisationből (BDO) és létrehozta ezt a szervezetet, amit eredetileg World Darts Council (WDC) néven alapítottak.
A PDC számos versenyt indított el. Köztük a legismertebb A PDC világbajnokság, ami magasabb színvonalat hoz, mint a BDO világbajnokság. Ezenkívül még az ismertebb versenyek közé tartozik a UK Open, a Premier League Darts, a World Matchplay, a World Grand Prix és a Grand Slam of Darts.

## Megalakulás
Az 1980-as években a darts hanyatlásnak indult. Kevés volt a tévés közvetítés és a szponzorok sorra tűntek el a dartsból. Ez a játékosok megélhetését fenyegette, hiszen nagyon sokan már csak a dartsból éltek. Ezért 16 játékos: Phil Taylor, Dennis Priestley, Rod Harrington, John Lowe, Alan Warriner, Eric Bristow, Jocky Wilson, Bob Anderson, Peter Evison, Jamie Harvey, Ritchie Gardner, Cliff Lazarenko, Kevin Spiolek, Keith Deller, Mike Gregory, és Chris Johns, úgy döntött, hogy egy új szervezetet hoz létre World Darts Council (WDC) néven.

## Az első versenyek
A szervezet első versenye az 1993-ban életre hívott, és ugyanazon év február 7-én lezajló Dutch Open, amit végül Alan Warriner nyert meg, a döntőben Jocky Wilsont legyőzve 3-0-ra. Ezen kívül márciusban rendeztek egy UK Matchplayt, amit Dennis Priestley nyert, majd áprilisban Bob Anderson diadalával zárult a Samson Darts Classic versenye. Májusban ismét Warriner győzött, ezúttal a Finn Openen, míg a világbajnokság előtti utolsó versenyen, a novemberben megrendezett Lada UK Mastersen Mike Gregory érte el a végső győzelmet. Az első WDC világbajnokságon 24 versenyző vett részt. A versenyt az angol Dennis Priestley nyerte. A döntőben 6-1 győzte le a honfitársát, Phil Taylort.

## Jelenlegi versenyek
A PDC televíziós közvetítései: PDC világbajnokság, Premier League, World Grand Prix, Grand Slam of Darts, World Matchplay, UK Open, World Series of Darts Finals, European Championship, World Masters, World Cup of Darts, Players Championship Finals. Angliában a versenyeket a Sky Sports és az ITV4 közvetíti. Magyarországon a Sport Tv közvetíti a darts eseményeket.
Minden verseny esetében, amennyiben Bullra dobás dönt, a Bullba vagy köré esett nyilat elmozdítani nem lehet!

## Világbajnokság
A PDC világbajnokságot 1994 óta rendezik meg. 2008 óta tartják a vb-t a mai helyszínén, a londoni Alexandra Palace-ben. A világbajnokságok egyeduralkodója Phil Taylor, aki eddig 16-szor nyerte meg a tornát. 1994 és 2007 között mindig bejutott a világbajnoki döntőbe, ahol ez idő alatt csak háromszor nem sikerült nyernie. Rajta kívül még Micheal van Gerwen (2014, 2017, 2019), John Part (2003, 2008), Adrian Lewis (2011, 2012), Gary Anderson (2015, 2016), Dennis Priestley (1994), Raymond van Barneveld (2007), Rob Cross (2018), Peter Wright (2020, 2022), Gerwyn Price (2021), Michael Smith (2023), Luke Humphries (2024) és Luke Littler (2025) nyert világbajnokságot.